# Беляев, Илья Васильевич
Илья Васильевич Беляев (1826—1867) — профессор истории в Московской духовной семинарии. Двоюродный брат профессора И. Д. Беляева.

## Биография
Родился в 1826 году. 
Учился в Московской духовной семинарии. В 1850 году окончил курс в Московской духовной академии, получив степень магистра за сочинение «Наказные списки соборного уложения (1551) или Стоглава», которое было затем переведено Боденштедтом на немецкий язык под заглавием: «Russische fragmente».
В 1852 году был назначен профессором истории в Московской духовной семинарии. Также преподавал историю в Лазаревском институте восточных языков.
Беляев был славянофилом; публикацию своего магистерского сочинения в 1863 году посвятил И. С. Аксакову.
Сотрудничал с изданиями «День» и «Русская беседа»; написал ряд биографий исторических личностей и статьи на тему российской истории. Состоял с 15 мая 1861 года действительным членом Общества любителей российской словесности и с 1863 года — членом Общества любителей духовного просвещения.
Умер 25 января (6 февраля) 1867 года. Похоронен на Ваганьковском кладбище.
Был с 15 мая 1861 г., действительным членом общества любителей российской словесности и Общества любителей духовного просвещения — с 1863 года.

## Сочинения
- рукопись магистерского сочинения «О Стоглаве против раскольников» (1850)
- Данные сороковых годов XVIII столетия для истории «Тайной беседы святых отец». — М. : тип. Каткова и К°, 1862. — 16 с.
- Наказные списки Соборного уложения 1851 г. или Стоглава. — М. : тип. Бахметева, 1863. — [2], 57 с.
- Жизнь преподобного Феодосия Печерского. — М., 1865.
- Жизнь св. Кирилла и Мефодия». — М., 1865.
- Благоверная Евдокия, великая княгиня Московская, во инокинях Евфросинья. — М. : О-во распространения полезных книг, 1866. — 38 с.
- Царь и великий князь Иоанн IV Васильевич Грозный, Московский и всея Руси. — М. : О-во распространения полез. книг, 1866. — [2], 74 с.
- О перстосложении (рукопись), 1860-е гг.